# Pachyatheta cribrata
Pachyatheta cribrata är en skalbaggsart som först beskrevs av Ernst Gustav Kraatz 1856.  Pachyatheta cribrata ingår i släktet Pachyatheta, och familjen kortvingar. Arten är reproducerande i Sverige.